# جيش نظامي
الجيش النظامي هو الجيش الرسمي للدولة يسمى رسميا: (القوات المسلحة).
يتميز الجيش النظامي بحصول على تدريب عسكري في كليات حربية، وأن تشكيلاتها على درجة عالية من التنظيم، وخضوع عناصره لنظام القوانين العسكرية بعكس "القوات غير النظامية"، مثل الميليشيات غير النظامية التطوعية، والمرتزقة، والقوات شبه العسكرية، والفدائيين.

## أقسام الجيش النظامي
- القوة الدائمة للجيش النظامي، التي يتم الاحتفاظ بها تحت السلاح في وقت السلم.
- القوة العسكرية الاحتياطية، التي يمكن تعبئتها عند الحاجة لتوسيع المنضوين في الجيش النظامي من خلال «استدعاء الاحتياط».[1]

## أنواع الجيش النظامي
- جيش يحتوي جنودا محترفين، مع مجندين متطوعين بما في ذلك المجندين تجنيدا إلزاميا.
- جيش يحتوي جنودا محترفين فقط، مع عدم وجود مجندين، (غياب الخدمة الإلزامية، مع وجود متطوعين).[1]

## أمثلة
في المملكة المتحدة، والولايات المتحدة مصطلح الجيش النظامي يعني الجنود المحترفين في الخدمة الفعلية، ويختلف عن "عناصر الاحتياط"مثل جيش الاحتياط في المملكة المتحدة وجيش الاحتياط في الولايات المتحدة والحرس الوطني في الولايات المتحدة.